# Rouperroux
Rouperroux és un municipi francès situat al departament de l'Orne i a la regió de Normandia. L'any 2007 tenia 176 habitants.

## Demografia

### Població
El 2007 la població de fet de Rouperroux era de 176 persones. Hi havia 68 famílies de les quals 20 eren unipersonals (12 homes vivint sols i 8 dones vivint soles), 24 parelles sense fills, 20 parelles amb fills i 4 famílies monoparentals amb fills.
La població ha evolucionat segons el següent gràfic:
Habitants censats

### Habitatges
El 2007 hi havia 101 habitatges, 73 eren l'habitatge principal de la família, 18 eren segones residències i 9 estaven desocupats. 96 eren cases i 1 era un apartament. Dels 73 habitatges principals, 57 estaven ocupats pels seus propietaris, 15 estaven llogats i ocupats pels llogaters i 1 estava cedit a títol gratuït; 2 tenien una cambra, 9 en tenien dues, 9 en tenien tres, 17 en tenien quatre i 36 en tenien cinc o més. 62 habitatges disposaven pel capbaix d'una plaça de pàrquing. A 35 habitatges hi havia un automòbil i a 29 n'hi havia dos o més.

### Piràmide de població
La piràmide de població per edats i sexe el 2009 era:
| Homes | Edats   | Dones |
| ----- | ------- | ----- |
| 0     | 95 o +  | 0     |
| 4     | 90 a 94 | 4     |
| 8     | 85 a 89 | 12    |
| 0     | 80 a 84 | 4     |
| 0     | 75 a 79 | 4     |
| 8     | 70 a 74 | 4     |
| 0     | 65 a 69 | 4     |
| 4     | 60 a 64 | 4     |
| 8     | 55 a 59 | 0     |
| 4     | 50 a 54 | 4     |
| 0     | 45 a 49 | 12    |
| 12    | 40 a 44 | 4     |
| 4     | 35 a 39 | 12    |
| 4     | 30 a 34 | 4     |
| 8     | 25 a 29 | 0     |
| 8     | 20 a 24 | 4     |
| 4     | 15 a 19 | 8     |
| 8     | 10 a 14 | 4     |
| 12    | 5 a 9   | 0     |
| 4     | 0 a 4   | 4     |

## Economia
El 2007 la població en edat de treballar era de 108 persones, 80 eren actives i 28 eren inactives. De les 80 persones actives 71 estaven ocupades (42 homes i 29 dones) i 9 estaven aturades (4 homes i 5 dones). De les 28 persones inactives 11 estaven jubilades, 7 estaven estudiant i 10 estaven classificades com a «altres inactius».

### Ingressos
El 2009 a Rouperroux hi havia 70 unitats fiscals que integraven 172 persones, la mediana anual d'ingressos fiscals per persona era de 17.394 €.

### Activitats econòmiques
Dels 4 establiments que hi havia el 2007, 3 eren d'empreses extractives i 1 d'una empresa classificada com a «altres activitats de serveis».
L'any 2000 a Rouperroux hi havia 11 explotacions agrícoles que ocupaven un total de 438 hectàrees.

## Poblacions més properes
El següent diagrama mostra les poblacions més properes.